# Ucell
Ucell («Ю-селл») — один из крупнейших операторов сотовой связи в Узбекистане. Компания предоставляет услуги мобильной связи стандарта GSM/UMTS/LTE/5G на всей территории страны. Бренд Ucell был запущен в 2008 году после ребрендинга прежней компании COSCOM, основанной в 1996 году.

## История

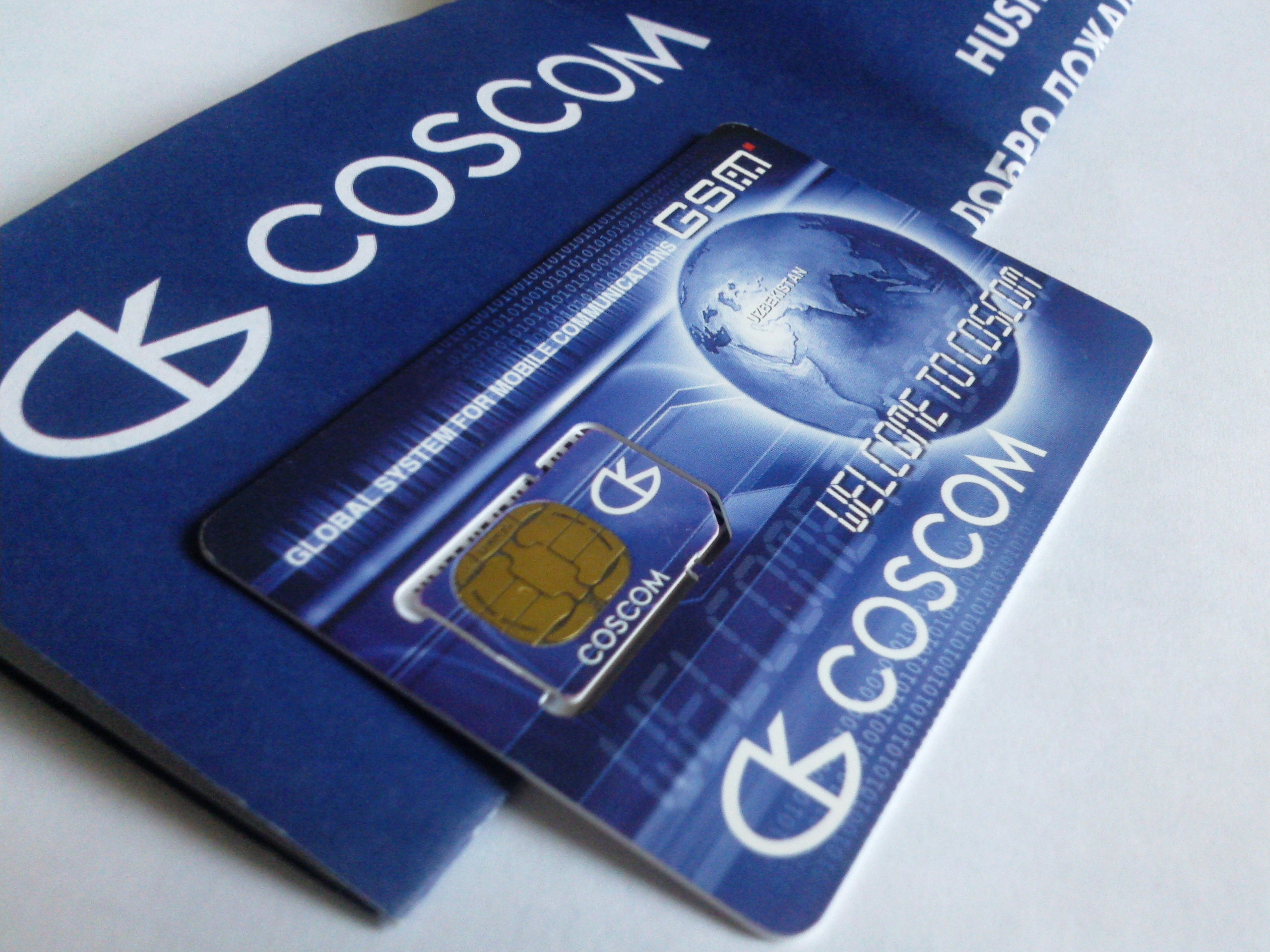
SIM-карта COSCOM

ИП ООО «COSCOM» было основано в апреле 1996 года как совместное предприятие MCT Telecom Corp. (99.2 %) и местного партнёра (0.8 %). Компания стала первым GSM-оператором в Узбекистане.
Основным направлением деятельности предприятия является развитие современной системы сотовой связи в стандарте GSM 900⁄1800. Первая сеть была запущена в городе Самарканд, позже сеть охватила всю страну. «COSCOM» является членом Международной Ассоциации GSM с 1997 и членом Российской Ассоциации GSM c 1998 года.
Компания «COSCOM» первой в Узбекистане предложила своим пользователям услугу международного автоматического роуминга в 1998 году. В 2002 году было заключено соглашение со спутниковым оператором Thuraya, позволяющее абонентам компании использовать роуминг-систему, имеющую сетевое покрытие в более чем 100 странах мира. В 2004 году компания вновь стала первой в области инноваций, запустив prepaid систему в Узбекистане и получив международный сертификат ISO 9001-2000.
В 2008 году ИП ООО «COSCOM» приступило к осуществлению своих планов по тотальной модернизации радио-коммутационного оборудования, запуску системы 3G и предложению новых, современных услуг своим абонентам. Особое внимание уделяется разработке новых предложений для абонентов компании и дальнейшему расширению сетевого покрытия, чтобы услуги компании стали доступными даже для тех, кто живёт в самых отдаленных районах Узбекистана. На конец 2013 год абонентская база Ucell составила 8,496 млн, уступая при этом, лишь основному конкуренту OOO «Unitel» (Beeline Uzbekistan).
C июля 2007 по март 2015 года компания инвестировала в свою телекоммуникационную инфраструктуру почти $1,2 млрд.
5 декабря 2018 года стало известно, что Telia продала свою долю в ИП ООО «COSCOM» Государственному комитету Узбекистана по содействию приватизированным предприятиям и развитию конкуренции за $215 млн. Таким образом, Ucell стал государственной компанией. На момент продажи в ней трудилось порядка 1250 сотрудников. Абонентская база составляла 7,1 млн. Сеть 2G покрывала 97 % Узбекистана, 3G — 60 %.
На февраль 2020 года покрытие в населённых пунктах составляет 97,6 % (GSM); 72,9 % (UMTS); 60,8 % (LTE).
C 10 февраля 2021 года ООО «COSCOM» принадлежит ООО Digital Holding: 49 % — Агентство по управлению госактивами Узбекистана и 51 % — OOO Digital Invest (ПАО Megafon и USM Telecom).
На 2023 год занимает 30 % мобильного рынка республики.